# Pseudomys albocinereus
Il topo australiano grigio cenere (Pseudomys albocinereus  Gould, 1845) è un roditore della famiglia dei Muridi endemico dell'Australia.

## Descrizione
Roditore di piccole dimensioni, con la lunghezza della testa e del corpo tra 70 e 100 mm, la lunghezza della coda tra 85 e 110 mm, la lunghezza del piede tra 20 e 25 mm, la lunghezza delle orecchie tra 17 e 19 mm e un peso fino a 40 g.

La pelliccia è lunga e soffice. Le parti superiori sono grigio-brunastre. È presente una parte biancastra sul muso e sotto i piedi. Il naso è rosa. Le parti ventrali sono biancastre, con la base dei peli grigia. Le mani e i piedi sono bianchi. La coda è più lunga della testa e del corpo, cosparsa di peli nerastri sopra e bianca sotto. Le piante dei piedi sono ricoperte di granuli particolarmente tra i cuscinetti. Il cariotipo è 2n=48 FN=53-54.

## Biologia

### Comportamento
È una specie notturna. Costruisce sistemi profondi di cunicoli ma anche nidi in superficie in alberi abbattuti.

### Alimentazione
Si nutre di parti vegetali, semi e artropodi. Si arrampica tra gli arbusti per nutrirsi.

### Riproduzione
Nella parte occidentale dell'areale si riproduce in primavera, mentre nella parte orientale si riproduce quando le condizioni ambientali sono più favorevoli. LE femmine danno alla luce un piccolo alla volta.

## Distribuzione e habitat
Questa specie è diffusa nell'Australia Occidentale.
Vive nelle brughiere e nelle boscaglie su terreni sabbiosi.

## Tassonomia
Sono state riconosciute 2 sottospecie:
- P.a.albocinereus: Australia Occidentale meridionale;
- P.a.squalorum (Thomas, 1907). Isole della Baia degli Squali: Bernier, Dorre e Dirk Hartog.

## Conservazione
La IUCN Red List, considerato il vasto areale e la popolazione numerosa, classifica M.albocinereus come specie a rischio minimo (Least Concern).